# وفاء العامر
وفاء العامر (3 مايو 1967 - 5 فبراير 1991) ، مناضلة وشهيدة كويتية. عملت كفنية أشعة بوزارة الصحة العامة بعد تخرجها من كلية الدراسات التكنولوجية التابعة للهيئة العامة للتعليم التطبيقي والتدريب ، والدها هو الممثل أحمد العامر، شاركت معه في عام 1976 في فيلم الصمت.

## نشأتها ودراستها
ولدت وفاء أحمد علي عبد الرحمن العامر في الثالث من مايو عام 1967 في أحد مستشفيات منطقة شرق في مدينة الكويت ، وفي عام 1970 التحقت بروضة الشامية وبعد ثلاث سنوات التحقت بالمرحلة الابتدائية في المدرسة نفسها ، وبعد أربع سنوات إنتقلت الى مدرسة غرناطة المتوسطة، وفي عام 1981 انتقلت الى المرحلة الثانوية فدخلت الى ثانوية الجزائر، وفي عام 1984 دخلت المعهد التجاري في حولي وتركت الدراسة في شهر نوفمبر من عام 1985 اثر حادث تصادم سيارة أحدث كسرا في رجلها ، وبعد عام واحد انتسبت الى معهد التكنولوجيا الكائن في الشويخ حيث كانت دراستها عملية وتخرجت من المعهد عام 1988 ، وبعد تخرجها عملت في وزارة الصحة تخصص مختبرات ، وإشتهرت خلال عملها بالوزارة قربها من المرضى ومواساتهم والتخفيف من الآمهم.

## نشاطها العسكري
في اليوم الاول من الغزو العراقي للكويت ، التحقت وإنضمت الى مجموعة 25 فبراير وهي إحدى خلايا المقاومة الكويتية ، وساعدت المجموعة بشكل كبير فقد أسند إليها رئاسة خليتين وكانت لها الصلاحية لتضم من تراه مناسبا ، وقامت مجموعة 25 فبراير بأعمال عسكرية ناجحة منها تفجير مقر منظمة فتح الفلسطينية التي ساندت الجيش المحتل أثناء احتلال الكويت ، وكان مقر المنظمة يقع في منطقة الجابرية ، وأيضا عملية منطقة الحساوي القريبة من مطار الكويت الدولي ، فقد كانت هذه المنطقة تعج بالجيش المحتل ، وخصوصا كتيبة سودانية كاملة كانت تساند الجيش المحتل  في الكويت ، وهناك عمليات اخرى مثل عملية الشاحنات وعملية فندق الهيلتون في العاصمة الكويتية ، وكانت حينها تستعد ليوم التحرير الكويت فقد عملت كتافات بيضاء رسمت عليها علم الكويت وكتبت عليها دولة الكويت/ قوة 25 فبراير وجرى إعداد مائة كتافة وكان حلمها السير في شوارع الكويت في يوم التحرير الكويت.

## القبض عليها واعدامها
أعدمت من قبل الجيش العراقي المحتل عن طريق شنقها وذلك بعد أن أُلقي القبض عليها في 11 يناير 1991 في منطقة قرطبة وهي تشارك خلايا المقاومة الكويتية في العمليات العسكرية ، كما ساعدت بتوفير المنازل لشباب المقاومة الكويتية، وألقت جثمانها بعد أن لف بعباءتها التي خرجت بها من المنزل حين اعتقالها. وسجل يوم استشهادها قبل عملية حرب الخليج الثانية باثني عشر يوما ، أي  في يوم الخامس من فبراير من عام 1991 ولم تشهد يوم تحرير بلادها.

## إقرا ايضا
- أسرار القبندي
- سناء الفودري
- غاليه التركيت